# Eerste Tibetaanse Rite
De Eerste Tibetaanse Rite (van Verjonging) of het Eerste Tibetaantje is een yoga-achtige oefening uit de Vijf Tibetanen, voor het eerst beschreven door Peter Kelder en in 1992 naar het Nederlands vertaald onder de titel Fontein der Jeugd.
De eerste Tibetaan is een eenvoudige oefening. Je staat rechtop met je armen horizontaal gestrekt, en met je handpalmen naar beneden, en je draait hierbij 21 keer rond -kloksgewijs-. Je ademt zonder onderbreking.
Duizeligheid komt bij beginners sneller voor en kan daarbij voor een deel worden voorkomen door net als een danser de ogen op één punt te richten, rond te draaien en op het laatste moment het hoofd snel verder te draaien, om zo snel mogelijk de focus weer op het richtpunt te nemen.
Net als de andere vier rites, wordt deze oefening dagelijks 21 keer uitgevoerd. Dit kan door bijvoorbeeld met drie keer per dag te beginnen, waarbij het aantal met het verloop van de dagen telkens met twee wordt verhoogd. Het totaal aantal malen kan over de gehele dag worden verspreid en het is niet nodig de oefening meer dan 21 keer per dag te doen. Bij deze eerste rite is dat zelfs onwenselijk en brengt het de mens juist in onbalans.

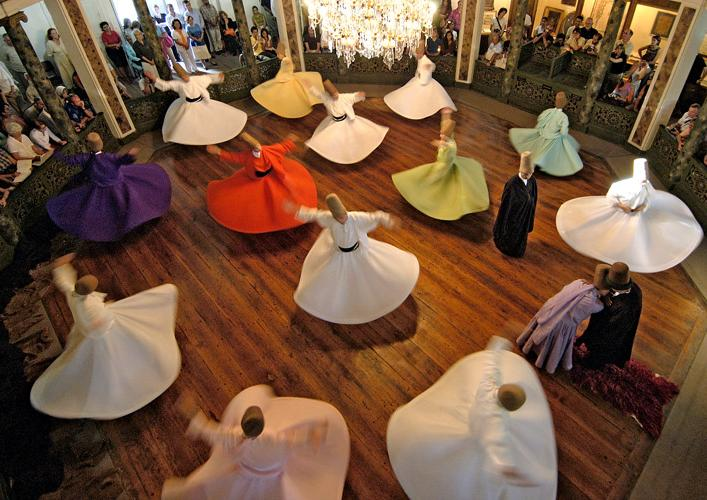
Mevlevi's in de ronddraaiing zoals Kelder deze beschrijft